# ISO 639
ISO 639 és un conjunt d'estàndards relacionats amb la representació dels noms de llengües i famílies lingüístiques redactat per l'Organització Internacional per a l'Estandardització (ISO). També va ser el nom de l'estàndard original, aprovat el 1967 (com a ISO 639/R) i retirat el 2002. El conjunt ISO 639 consisteix en sis parts diferents.

## Parts de l'estàndard
| Estàndard | Nom (Codis per la representació de noms d'idiomes - ...)                            | Primera edició       | Actual     | No. a la llista    |
| --------- | ----------------------------------------------------------------------------------- | -------------------- | ---------- | ------------------ |
| ISO 639-1 | Part 1: codi Alpha-2                                                                | 1967 (com a ISO 639) | 2002       | 184                |
| ISO 639-2 | Part 2: codi Alpha-3                                                                | 1998                 | 1998       | >450               |
| ISO 639-3 | Part 3: codi Alpha-3 per a una cobertura comprensiva dels idiomes                   | 2007                 | 2007       | 7704               |
| ISO 639-4 | Part 4: Guies d'implementació i principis generals per la codificació d'idiomes     | 16-7-2010            | 16-7-2010  | (no és una llista) |
| ISO 639-5 | Part 5: codi Alpha-3 per a famílies lingüístiques i grups                           | 15-5-2008            | 15-5-2008  | 114                |
| ISO 639-6 | Part 6: representació Alpha-4 per a una cobertura comprensiva de variants d'idiomes | 17-11-2009           | 17-11-2009 | ?                  |